# Orchestre de divertissement de la radio finlandaise
L'orchestre de divertissement de la radio (en finnois : Radion viihdeorkesteri) est un orchestre radiophonique fondé en 1953 par Yleisradio en Finlande. 

## Présentation
En 1953, Yleisradio fonde un nouvel et grand orchestre axé sur la musique de divertissement, le Radion viihdeorkesteri. 
L'initiative de la création de l'orchestre est venue de Nils-Eric Fougstedt (fi), alors chef d'orchestre de l'Orchestre symphonique de la radio finlandaise. 
Avec un répertoire de grande qualité, des musiciens talentueux et surtout sous la direction de George de Godzinsky, l'ensemble est devenu un concept grâce à son répertoire de haute. 
De nombreux musiciens de l'orchestre de divertissement venaient de l'Orchestre symphonique de la radio finlandaise. Son premier violon de longue date, Nikolai "Wolde" Jussila, était responsable des solos de violon torrides de l'orchestre de divertissement. L'orchestre de divertissement radiophonique a fonctionné jusqu'en 1966,.
À la fin des années 1950 et au début des années 1960, l'orchestre de divertissement de la radio, dirigé par George de Godzinsky, enregistra un grand nombre d'opérettes et d'airs musicaux. Entre autres, les sopranos Ilona Koivisto (fi), Maire Sappinen et Ive Patrason, le ténor Veijo Varpio (fi) et le baryton Ture Ara (fi) se sont produits en tant que solistes vocaux.
En 1962, Simon Parmet a composé la musique de film pour Pikku Pietarin piha dont l'orchestre est l'orchestre de divertissement de la radio finlandaise.